# Clathrodrillia berryi
Clathrodrillia berryi é uma espécie de gastrópode do gênero Clathrodrillia, pertencente à família Drilliidae.